# Yaw damper
En yaw damper er en mekanisk genstand, forbundet med en computer, der om bord på et fly sørger for at passagerer får den mest komfortable rejse som muligt. Dens opgave er at udrette den samme effekt over længere tid i rorene, uanset hvor meget piloten bevæger styreenheden.
| Luftfart | Spire Denne artikel om flyvning er en spire som bør udbygges. Du er velkommen til at hjælpe Wikipedia ved at udvide den. |